# Философия техники
Филосо́фия те́хники — исследование первопричин техники. Основоположником этого раздела философии является Эрнст Капп, написавший «Основные направления философии техники. К истории возникновения культуры с новой точки зрения» (1877). В 1898 году свои работы, посвященные философии техники, издают немецкий философ Фред Бон (одна из глав книги «О долге и добре») и российский инженер Петр Энгельмейер (брошюра «Технический итог XIX века»). Предметом систематического изучения данная наука стала только в XX веке. Различные аспекты философии техники рассматриваются в марксизме, трансгуманизме и ряде других направлений.

## Основные идеи
- Согласно Каппу, в основе техники лежит органопроекция, то есть техника создается по образцу живого организма. Создание техники не есть создание нового, но раскрытие естественных возможностей организма.
- Техника — это путь к новым горизонтам бытия.

Различают следующие этапы развития технических знаний:
- донаучный (до второй половины XVIII века) — знания добываются эмпирическим путём и не подразумевают использование научных знаний;
- зарождение технических наук (со второй половины XVIII века до 70-х годов XIX века) — начинают использоваться естественные научные знания и появляются первые технические науки.
- классический (до середины XX века) — характеризуется формированием ряда технических теорий, которые образовали фундамент для дальнейшего развития[2].
- современный (с середины XX века) — технические науки начинают интегрироваться не только с естественными, но и с общественными, зарождаются междисциплинарные исследования.

### Соотношение философии науки и философии техники
Существует несколько соотношений философии науки и философии техники:
- техника — это сама по себе прикладная наука и одна из частей глобального восприятия науки;
- развитие науки обусловлено развитием технических аппаратов и инструментов;
- процессы развития и техники и науки могут рассматриваться как автономные друг от друга и они в то же время координируют друг друга;
- техника науки развивается намного быстрее техники повседневной жизни;
- философия науки имеет сходные задачи по отношению к науке, что и философия техники к технике.

### Основные проблемы философии техники
- Различение искусственного и естественного (см. Искусственный интеллект)
- Оценка техники

## Философия техники в XX веке
В XX веке философия техники оказалась под пристальным взглядом многих ученых. В 1930-е годы она обсуждалась ведущими представителями «Союза немецких инженеров», такими как Ф. Дессауэр (основоположник религиозного направления в философии техники), К. Тухель и другими специалистами. Интенсивное развитие философии техники началось в эпоху «компьютерной революции» (1970-е годы).

## Развитие философии техники в России
Основы философии техники в России заложил в 1898 году Петр Энгельмейер, автор брошюры «Технический итог XIX века» (издана в 1898 году) и работ «Теория творчества» (опубликована в 1910 году), «Философия техники» (опубликована в 1913 году), основоположник одного из направлений в философии техники — техницизм, который он определяет как «учение о техническом существе, то есть о человеке, — учение показывающее, что необходимо и достаточно для того, чтобы человек стал таким».
Значительную роль в развитии философии техники в СССР и современной России сыграл д.ф.н., проф. В. Г. Горохов (1947—2016), работавший в Институте философии РАН, в МГУ на кафедре Истории и теории мировой культуры философского факультета, в Технологическом институте Карлсруэ, Германия.
Над проблемами философии техники работали, в частности:
- д.ф.н., проф. В. М. Розин — ведущий научный сотрудник Института философии РАН, руководитель исследовательской группы философии техники[7];
- д.ф.н., проф. В. Ф. Шаповалов — преподаёт в МГУ на кафедре философии языка и коммуникации философского факультета, с 2015 года — на кафедре международных организаций и проблем глобального управления факультета государственного управления[8];
- д.ф.н., проф. Е. А. Шаповалов (1936—1999) — преподавал в СПбГУ на философском факультете;
- д.т. н., проф. Б. И. Кудрин — создатель научной школы по направлениям «Электрика» и «Философия технетики»[9]
- д. пол. н. Д. В. Ефременко — заместитель директора Института научной информации по общественным наукам РАН;
- и многие другие.

## Философы техники
- Капп, Эрнст (1808—1896) — орудия суть проекция человеческих органов (органопроекция).
- Энгельмейер, Петр Климентьевич (1855—1939) — техника как единственный инструмент социального прогресса.[4]
- Эспинас, Альфред (1844—1922) — отстаивал идею сакрального происхождения техники[10].
- Чиммер, Эберхард (1873—1940) — техника как инструмент освобождения.
- Дессауэр, Фридрих (1881—1963) — техника выступает как инструмент продолжения человеком божьего творчества.
- Мамфорд, Льюис (1895—1990) — историк техники.
- Ортега-и-Гассет, Хосе (1883—1955) — техника как средство освобождения человека.
- Симондон, Жильбер (1924—1989) — разрабатывал «общую феноменологию машин».
- Хайдеггер, Мартин (1889—1976) — техника как способ самораскрытия бытия.
- Эллюль, Жак (1912—1994) — определение техники как «тотальности методов, рационально направленных на эффективность».
- Ясперс, Карл Теодор (1883—1969) — техника есть средство формирования и облегчения человеческого бытия.

## Философские аспекты оценки техники
Оценка техники (англ. Technology assessment) — особое направление комплексных социальных исследований последствий научно-технического прогресса. С одной стороны, исследования по оценке техники характеризуются междисциплинарностью и проблемной ориентацией; в их рамках затрагиваются значимые вопросы онтологии, эпистемологии, аксиологии, этики научно-технической деятельности. С другой стороны, оценка техники является инструментом экспертной поддержки процесса принятия политических решений. При этом научно-техническое развитие рассматривается с точки зрения качественной трансформации социальной и природной реальности, в которой техника выступает в качестве коммуникативной связующей ткани, воспринимающей и ретранслирующей импульсы, исходящие от подсистем общества или от отдельных социальных акторов.
В России вклад в исследование философских аспектов оценки техники внесли В. Г. Горохов и Д. В. Ефременко.